# Bürgerstiftung Bremen
Die Bürgerstiftung Bremen ist eine rechtsfähige Stiftung bürgerlichen Rechts. Der Senat der Freien Hansestadt Bremen errichtete sie – für die Stadtgemeinde Bremen handelnd – am 24. April 2002.

## Zweck
Die Bürgerstiftung Bremen verbindet Menschen, die aktiv etwas für das Zusammenleben in Bremen tun wollen. Sie bietet eine Plattform mit Know-how, Netzwerken, Beratung, Projekten und – soweit die Kräfte reichen – auch Geld für die Ideen der Bürger.
Der Stiftungszweck ist nach der Satzung weit gespannt und betrifft die Förderung und Entwicklung von Projekten in den Bereichen Bildung und Erziehung, Jugend- und Altenhilfe, Kultur und Kunst, Wissenschaft und Forschung, Umwelt- und Naturschutz, Landschafts- und Denkmalschutz, Sport, öffentliches Gesundheitswesen, Völkerverständigung, Förderung des demokratischen Staatswesens und mildtätige Zwecke, soweit die Stadtgemeinde Bremen nicht zu diesen Aufgaben gesetzlich verpflichtet ist. Die Maßnahmen können durch die Stiftung selbst durchgeführt oder bei Dritten gefördert werden. Wesentlich bei der Förderung soll sein, dass die Projekte überwiegend von bürgerschaftlichem Engagement/Ehrenamtlichkeit geprägt sind.
Unter dem Motto: „Bremen gemeinsam bewegen“ haben sich Vorstand und Stiftungsrat bis auf Weiteres für folgende Schwerpunkte entschieden:
- Bürgerverantwortung und Bürgerbeteiligung
- Zusammenleben von Generationen und Kulturen
- Zivilcourage und Gewaltprävention

## Organisation
Die Stiftungsorgane sind Vorstand, Stiftungsrat, Stifterversammlung und Fachausschüsse.
- Der Vorstand wird vom Stiftungsrat gewählt. Er führt und verwaltet die Stiftung.
- Der Stiftungsrat besteht aus 12 bis 15 Personen und wird durch Kooptation ergänzt. Er berät und beaufsichtigt den Vorstand.
- Die Stifterversammlung besteht aus den Stiftern; sie gehören ihr auf Lebenszeit an. Die Stifterversammlung ist über die wesentliche Arbeit der Stiftung zu unterrichten. Sie berät den Vorstand und den Stiftungsrat und spricht Empfehlungen für deren Zusammensetzung aus.
- Fachausschüsse können vom Vorstand eingerichtet werden. Ihre Aufgaben sind insbesondere die Beratung der Stiftungsgremien, die Verwendung des zugewiesenen Budgets und die Durchführung von stiftungseigenen Projekten.

Die Bürgerstiftung Bremen entspricht den Kriterien für eine Bürgerstiftung und hat das Gütesiegel für Bürgerstiftungen des Bundesverbands Deutscher Stiftungen erhalten.

## Aktivitäten

### Aufbau und Verwendung des Stiftungsvermögens
Der Aufforderung zur Zustiftung sind bisher 32 Personen sowie Bremer Unternehmen mit Zustiftungen von rd. 100.000 Euro gefolgt. Das Stiftungsvermögen beläuft sich mittlerweile auf rund 440.000 Euro. Neben den genannten Zustiftungen wurden gut 900.000 Euro an Spenden und Zuschüssen eingeworben, darunter 3 zweckgebundene Großspenden. Rund 460.000 Euro sind seither in 75 Projekte zum Wohle Bremer Bürger gegangen.

### Hilde-Adolf-Preis
Seit 2005 lobt die Bürgerstiftung Bremen jährlich den nach der 2002 tödlich verunglückten Senatorin Hilde Adolf benannten Preis aus. Er ist durch Unternehmens-Spenden getragen und besteht aus einer Skulptur der Namensgeberin und einem Preisgeld. Mit dem Preis werden vorbildliche Initiativen mit Freiwilligenarbeit und bürgerschaftlichem Engagement ausgezeichnet und gefördert.

Bisherige Preisträger waren:
- 2005 das Zentrum für trauernde Kinder und die Freiwilligenagentur
- 2006 das Projekt Nachtwanderer Bremen-Nord
- 2007 der Elternverein für psychomotorische Entwicklungsförderung e.V.
- 2008 die Grohner Singpaten im KTH Haus Windeck Bremen-Grohn
- 2009 der Elternverein für Bildungsförderung e.V. in Bremen-Marßel
- 2010 der Crazy Run e.V., Freizeitinitiative von behinderten und nicht behinderten Menschen
- 2011 der Garten der Kulturen, Integrationsprojekt[7]
- 2012 der Martinsclub Bremen, für das Projekt „Inklusive Stadt Bremen“[8]
- 2013 der Fluchtraum Bremen e.V. für das Projekt „Sommerpatenschaften“, eine Ferienbetreuung für traumatisierte Flüchtlingskinder[9]
- 2014 das Bremer Aktionsbündnis „Menschenrecht auf Wohnen“, für den besonders mutigen und fantasievollen Einsatz gegen Wohnungsnot[10]
- 2015 das „Hilfenetzwerk zur Förderung von Sprach- und KulturvermittlerInnen e.V.“ in Bremen Arsten und Kattenturm[11]
- 2016 der Verein Kulturpflanzen e.V. für das Projekt „Ab geht die Lucie“, einem offenen Gemeinschaftsgarten auf dem städtischen Lucie-Flechtmann-Platz[12]
- 2017 die Redaktion der Schülerzeitung „Heimatlos“ am Gymnasium Links der Weser. Motto der diesjährigen Ausschreibung: „Demokratie. Einfach selber machen.“[13]
- 2018 der Verein Vahrer Löwen  für die Vernetzung von Vereinen und Menschen im Stadtteil insbesondere zur Seniorenarbeit. Motto 2018: Starke Typen im Quartier – Mit-Menschen, die sich einprägen.[14]
- 2019 die Kita Matthias Claudius und die Vereinigte Evangelische Kirchengemeinde Neustadt als gutes Beispiel für das diesjährige Motto des Preises „Jung und alt gemeinsam“.[15]
- 2020 Helga und Reinhard Werner für das Projekt „Bildungsbrücke“ und die Aktivitäten ihrer Stiftung[16]
- 2021 Kathrin Cordes und Doris Ruf für das Projekt „MuNaS - Butikke“ – Mund-Nasen-Schützer[16]
- 2022 Die Finkenwalder – Bewohner der Finkenwalder Straße für besonders bürgerschaftliches Engagement
- 2023 Bündnis „Aber sicher! – Gemeinsam für ein verkehrssicheres Bremen“[17]
- 2024 Unter dem Jahresmotto „Gegen Extremismus jeder Art und für die Widerstandsfähigkeit unserer Demokratie“: Susanna Janke und Lukas Röber[18]